# Squeeze (Debian)
Squeeze is een verouderde versie van het besturingssysteem Debian, een Linuxdistributie. De laatste versie van Squeeze is 6.0.10 en dateert van 19 juli 2014. De volgende processorarchitecturen en platformen worden ondersteund: x86, x86-64, EABI-ARM, PowerPC, SPARC, Intel Itanium IA-64, MIPS en IBM S/390.

## Belangrijke pakketten
Volgende pakketten zijn standaard aanwezig in squeeze:
- APT 0.8.10
- Linuxkernel 2.6.32.60
- libc (eglibc) 2.11
- gcc 4.4
- X.org R7.5
- GNOME 2.30, KDE 4.4.5 en Xfce 4.6